# O Céu É de Todos
O Céu É de Todos é uma telenovela brasileira produzida pela extinta TV Excelsior e exibida de 16 de janeiro a 28 de fevereiro de 1965 no horário das 19 horas, totalizando 42 capítulos. Foi escrita por Ciro Bassini, baseada em um original de Nenê Castelar e dirigida por Waldemar de Moraes e Tito Di Miglio.

## Trama
Um garoto pobre assiste ao assassinato do avô. Assustado e desorientado ele sofre um acidente de trem e é socorrido pelo vagabundo da cidade e por uma mulher. Uma história de carinho e amor nasce entre os três.

## Elenco
| Ator/Atriz           | Personagem |
| -------------------- | ---------- |
| Geraldo Del Rey      | Dani       |
| Nelly Martins        | Nina       |
| Alberto Baruque      | Tito       |
| Neuza Amaral         | Nelly      |
| Fernando Baleroni    | Téo        |
| Rachel Martins       | Calinda    |
| Murilo Amorim Correa | Machadinho |
| Lourdes Rocha        | Hebe       |
| Bentinho             |            |

1. ↑  «O Céu É de Todos». Teledramaturgia. Consultado em 23 de junho de 2021